# 紫斑大戟
紫斑大戟（学名：Euphorbia hyssopifolia）为大戟科大戟属的植物。分布于美洲热带、台湾、美洲亚热带等地，多生长于逸生，目前已由人工引种栽培。